# Sevda Erginci
Sevda Erginci (Istanbul, 3 ottobre 1993) è un'attrice turca, nota per aver interpretato il ruolo di İpek Gencer nella serie Come sorelle (Sevgili Geçmiş) e per quello di Zeynep Yılmaz nella serie Forbidden Fruit (Yasak Elma).

## Biografia
Nata nel 1993 a Istanbul (Turchia) da madre di origine immigrata macedone, Zeynep Aydın, e da padre di origine immigrata da Mardin, Bülent Erginci, Sevda durante l'infanzia ha iniziato ad interessarsi alla danza, per la quale ha praticato il ballo flamenco per tre anni e ha anche studiato pianoforte. I suoi genitori hanno divorziato quando lei aveva quattro anni. All'età di quindici anni, dopo essersi interessata alla recitazione, ha iniziato a recitare in teatro, prendendo parte alla commedia Paki ve Sevgi Çiçekleri per la Semaver Company e successivamente ha seguito lezioni di recitazione presso il Kenter Theatre.
Nel 2012 ha fatto la sua prima apparizione sul piccolo schermo interpretando il ruolo di Ayşe nella serie in onda su Star TV Koyu Kırmızı, insieme agli attori Özgü Namal e Ozan Güven. Nello stesso anno ha ricoperto il ruolo di Lamia nella serie in onda su Kanal D Veda. Dal 2013 al 2016 ha ottenuto il ruolo di Ayşe Özalp nella serie in onda su Fox Karagül.
Nel 2015 ha interpretato il ruolo di Nazlı nel film Uzaklarda Arama diretto da Türkan Şoray. Nel 2016 e nel 2017 ha ricoperto il ruolo di Kara Sevda nella serie in onda su Star TV Hayat Bazen Tatlıdır. Nel 2017 ha interpretato il ruolo di Sultan Ayperi Erdem nella serie in onda su Kanal D Ver Elini Aşk. Nel 2018, nel 2019, nel 2022 e nel 2023 ha ricoperto il ruolo di Zeynep Yılmaz Taşdemir nella serie in onda su Fox Yasak Elma.
Nel 2019 è stata scelta per interpretare il ruolo di İpek Gencer nella serie in onda su Star TV Come sorelle (Sevgili Geçmiş), insieme alle attrici Ece Uslu, Melis Sezen, Elifcan Ongurlar e Özge Özacar. Nel 2020 e nel 2021 ha interpretato il ruolo di Turna "Türkan" Hatun nella serie in onda su TRT 1 Uyanış: Büyük Selçuklu. Nel 2021 e nel 2022 ha ricoperto il ruolo di Ezo Bozdağlı nella serie in onda su Fox Elkızı.
Nel 2022 è stata scelta per interpretare il ruolo di Zeynep nella serie in onda su TRT 1 Seni Kalbime Sakladım. L'anno successivo, nel 2023, ha ricoperto il ruolo di İrem nel film Cenazemize Hos Geldiniz diretto da Neslihan Yesilyurt. Nel 2024 ha ottenuto il ruolo di Özge Günay nella serie in onda su TRT 1 Kül Masalı. Nello stesso anno è stata scritturata per interpretare il ruolo di Sibel nel film Gün Çiçeği diretto da Büşra Bülbül.

## Filmografia

### Cinema
- Uzaklarda Arama, regia di Türkan Şoray (2015)
- Cenazemize Hos Geldiniz, regia di Neslihan Yesilyurt (2023)
- Gün Çiçeği, regia di Büşra Bülbül (2024)

### Televisione
- Koyu Kırmızı – serie TV, 13 episodi (Star TV, 2012)
- Veda – serie TV, 8 episodi (Kanal D, 2012)
- Karagül – serie TV, 125 episodi (Fox, 2013-2016)
- Hayat Bazen Tatlıdır – serie TV, 26 episodi (Star TV, 2016-2017)
- Ver Elini Aşk – serie TV, 11 episodi (2017)
- Forbidden Fruit (Yasak Elma) – serie TV, 74 episodi (Fox, 2018-2023)
- Come sorelle (Sevgili Geçmiş) – serie TV, 8 episodi (Star TV, 2019)
- Uyanış: Büyük Selçuklu – serie TV, 34 episodi (TRT 1, 2020-2021)
- Elkızı – serie TV, 13 episodi (Fox, 2021-2022)
- Seni Kalbime Sakladım – serie TV, 7 episodi (TRT 1, 2022)
- Kül Masalı – serie TV, 10 episodi (TRT 1, 2024)

## Doppiatrici italiane
Nelle versioni in italiano dei suoi film e delle sue serie TV, Sevda Erginci è stata doppiata da:
- Veronica Puccio[39] in Come sorelle[40]

## Riconoscimenti
- IKU Career Honorary Awards
  - 2020: Vincitrice come Miglior attrice rivoluzionaria dell'anno
- Medipol HR Business World Awards
  - 2020: Vincitrice come Miglior attrice rivoluzionaria per la propria carriera[41]
- Pantene Golden Butterfly Awards
  - 2018: Candidata come Miglior attrice di una commedia romantica per la serie Ver Elini Aşk[41]
  - 2022: Candidata come Miglior attrice in una commedia romantica per la serie Seni Kalbime Sakladım[42]